# Lin Wan-Ting
Lin Wan-Ting (24 de febrero de 1996) es una deportista taiwanesa que compite en taekwondo.
Ganó una medalla en el Campeonato Mundial de Taekwondo de 2015, y dos medallas en el Campeonato Asiático de Taekwondo en los años 2014 y 2016. En los Juegos Asiáticos de 2014 consiguió una medalla de plata.

## Palmarés internacional
| Representando a China Taipéi |                         |                   |           |
| Campeonato Mundial           |                         |                   |           |
| Año                          | Lugar                   | Medalla           | Categoría |
| 2015                         | Cheliábinsk (Rusia)     | Medalla de bronce | –46 kg    |
| Juegos Asiáticos             |                         |                   |           |
| Año                          | Lugar                   | Medalla           | Categoría |
| 2014                         | Incheon (Corea del Sur) | Medalla de plata  | –46 kg    |
| Campeonato Asiático          |                         |                   |           |
| Año                          | Lugar                   | Medalla           | Categoría |
| 2014                         | Taskent (Uzbekistán)    | Medalla de bronce | –46 kg    |
| 2016                         | Pásay (Filipinas)       | Medalla de plata  | –46 kg    |